# Айер (коммуна)
Айе́р (фр. Ayherre, баск. Aiherre) — коммуна во Франции, находится в регионе Новая Аквитания. Департамент — Атлантические Пиренеи. Входит в состав кантона Пеи-де-Бидаш, Амикюз и Остибар. Округ коммуны — Байонна.
Код INSEE коммуны — 64086.

## География

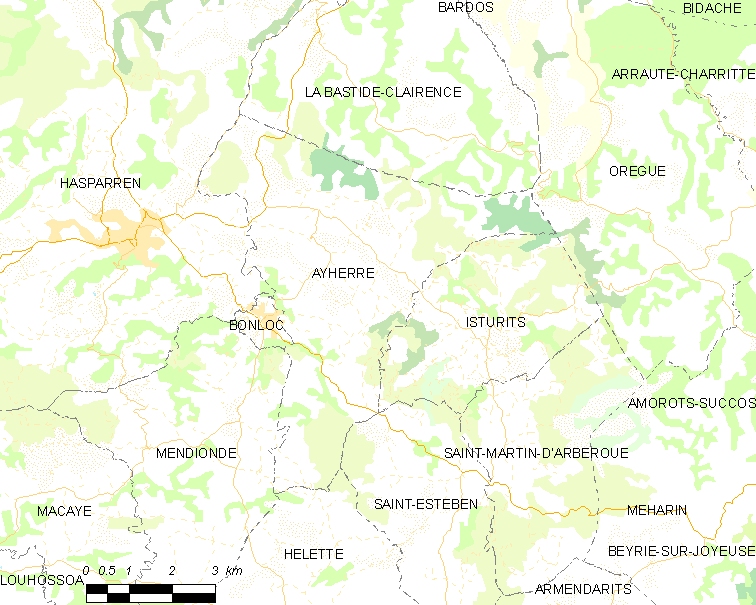
Карта коммуны

Коммуна расположена приблизительно в 670 км к юго-западу от Парижа, в 170 км южнее Бордо, в 75 км к западу от По.
На западе коммуны протекает река Аран.

## Климат
Климат тёплый океанический. Зима мягкая, средняя температура января — от +5°С до +13°С, температуры ниже −10 °C бывают редко. Снег выпадает около 15 дней в году с ноября по апрель. Максимальная температура летом порядка 20-30 °C, выше 35 °C бывает очень редко. Количество осадков высокое, порядка 1100 мм в год. Характерна безветренная погода, сильные ветры очень редки.

## Население
Население коммуны на 2010 год составляло 987 человек.
| 1962 | 1968 | 1975 | 1982 | 1990 | 1999 | 2010 |
| ---- | ---- | ---- | ---- | ---- | ---- | ---- |
| 842  | 810  | 765  | 812  | 791  | 844  | 987  |

## Администрация
| Период | Период | Фамилия             | Партия | Примечания |
| ------ | ------ | ------------------- | ------ | ---------- |
| 1995   | 2014   | Жан-Поль Бастерретш |        |            |
| 2014   | 2020   | Арно Гастамбид      |        |            |

## Экономика
В 2010 году среди 640 человек трудоспособного возраста (15—64 лет) 503 были экономически активными, 137 — неактивными (показатель активности — 78,6 %, в 1999 году было 71,6 %). Из 503 активных жителей работали 470 человек (241 мужчина и 229 женщин), безработных было 33 (20 мужчин и 13 женщин). Среди 137 неактивных 55 человек были учениками или студентами, 47 — пенсионерами, 35 были неактивными по другим причинам.

## Достопримечательности
- Протоисторические укрепления. Исторический памятник с 1984 года[4].
- Замок Бельзёнс (XIII век). Исторический памятник с 1992 года[5].
- Средневековая церковь Св. Петра[6].

## Фотогалерея

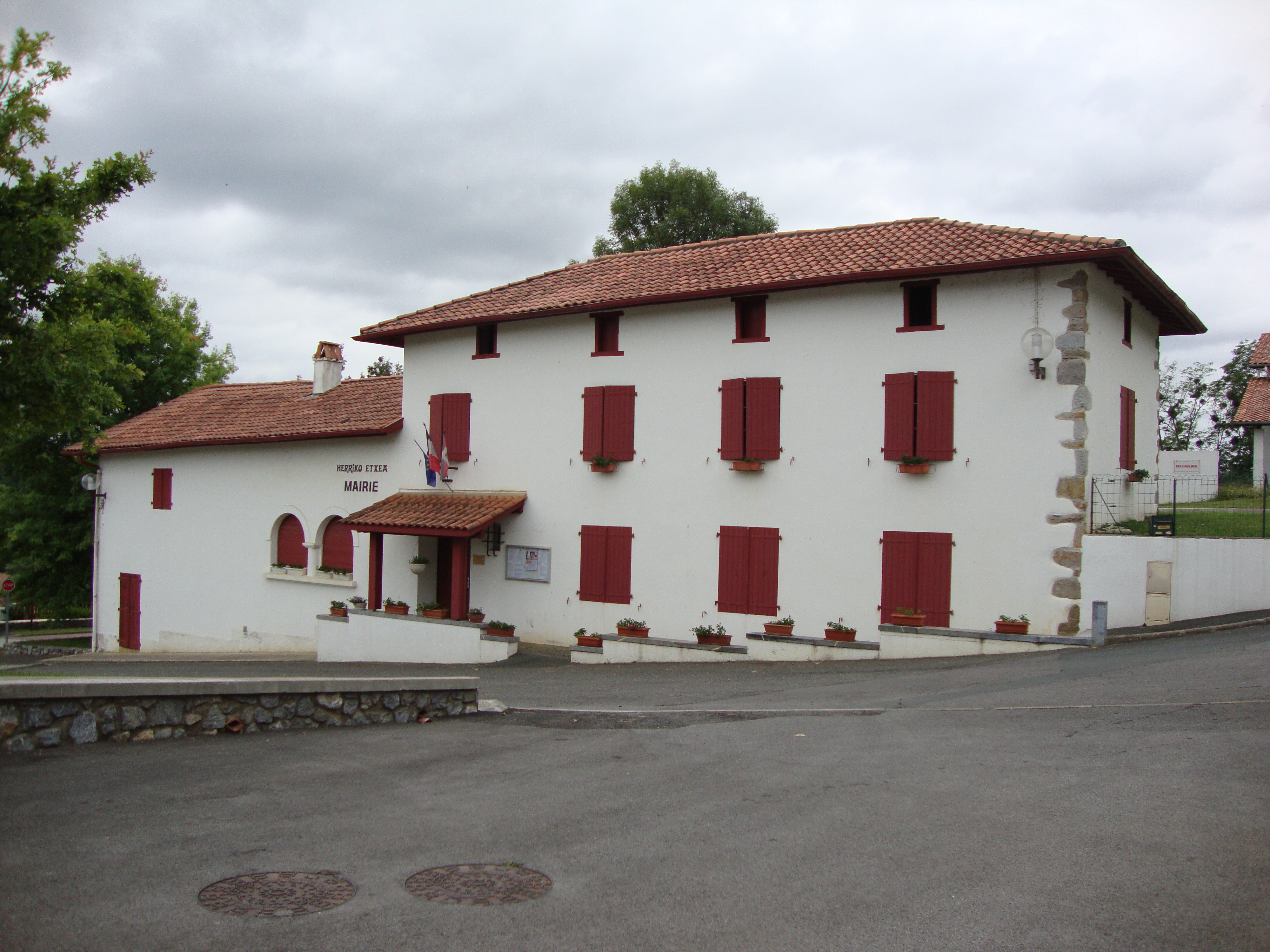
Мэрия
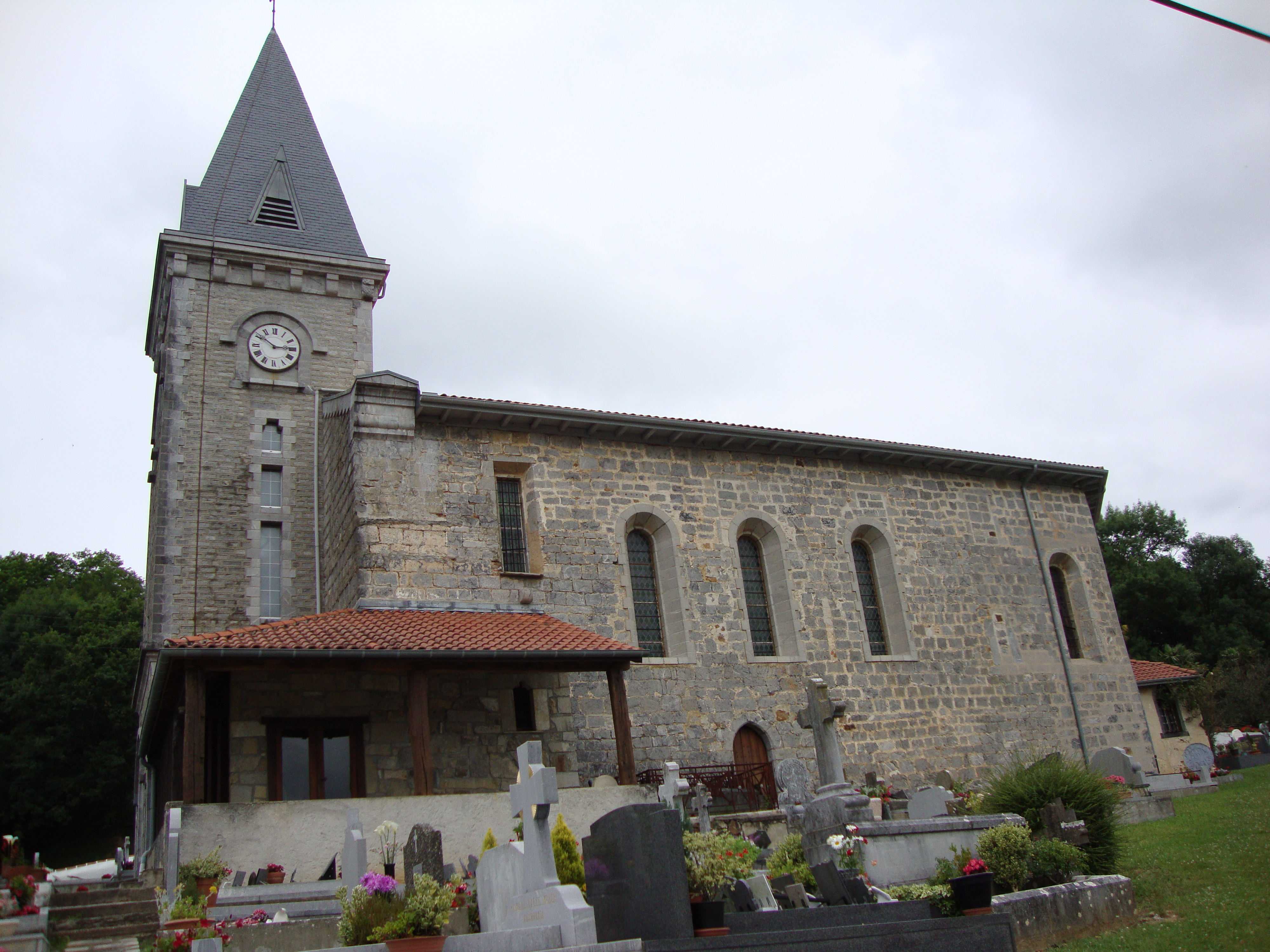
Церковь Св. Петра
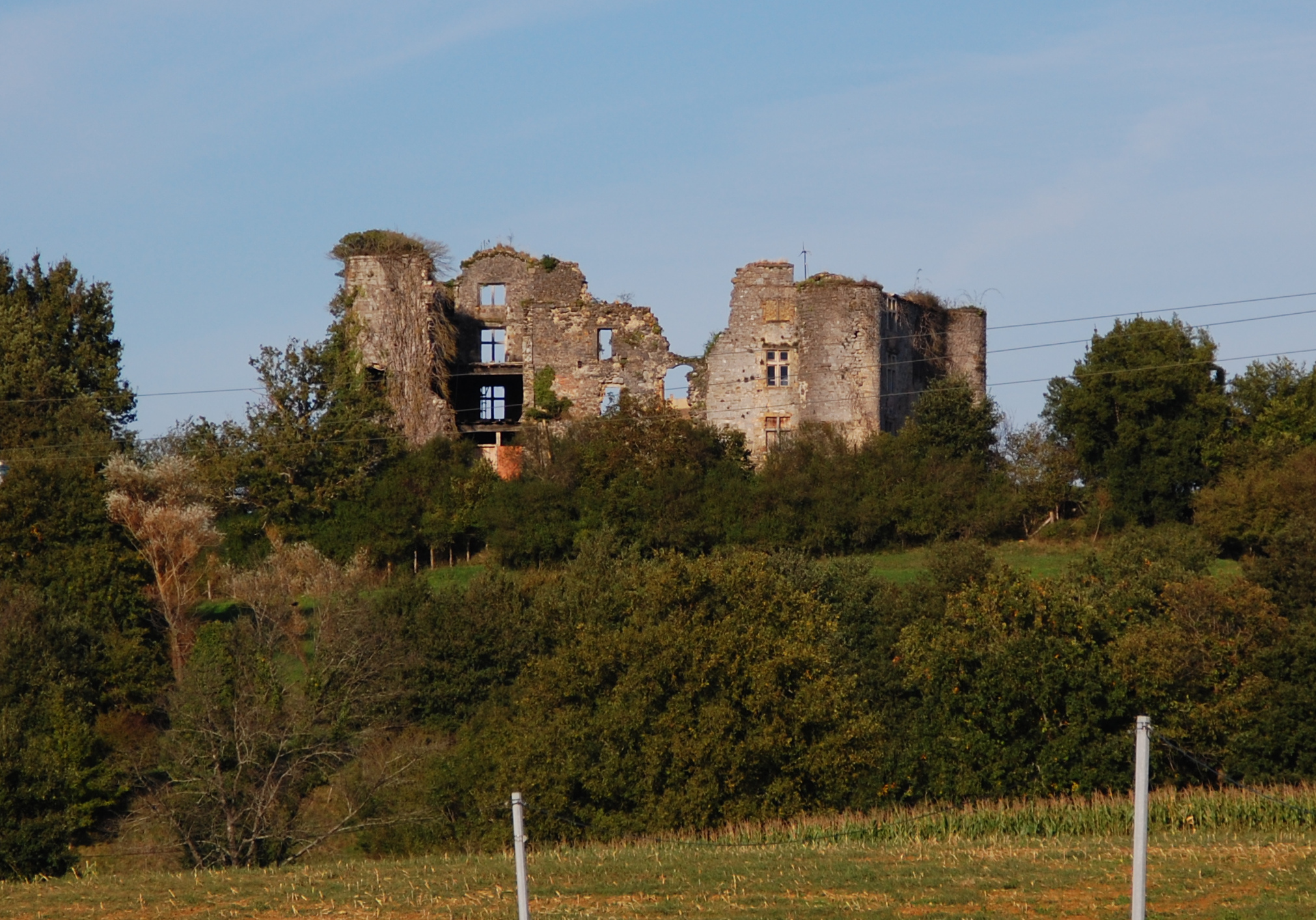
Замок Бельзёнс
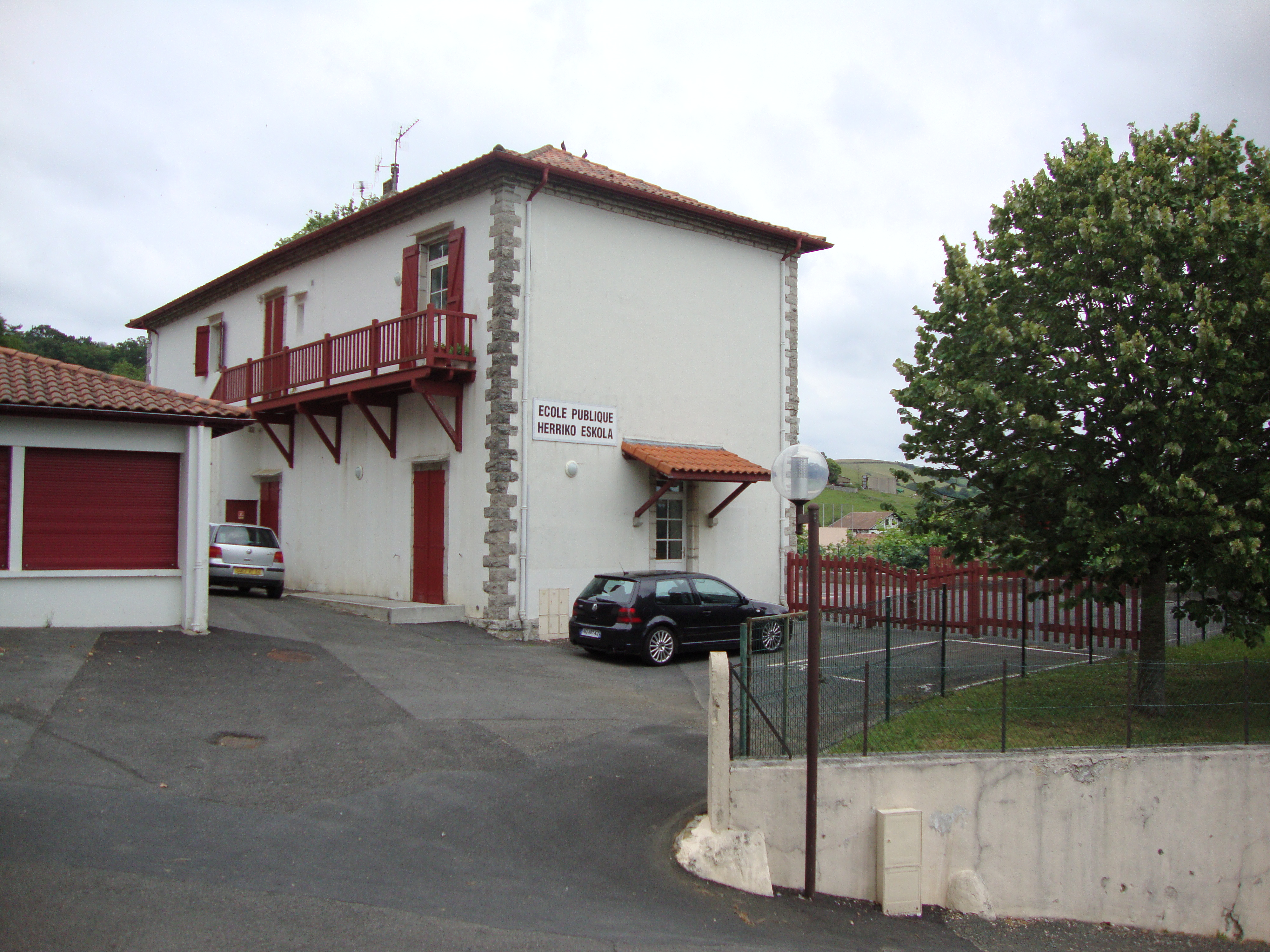
Школа
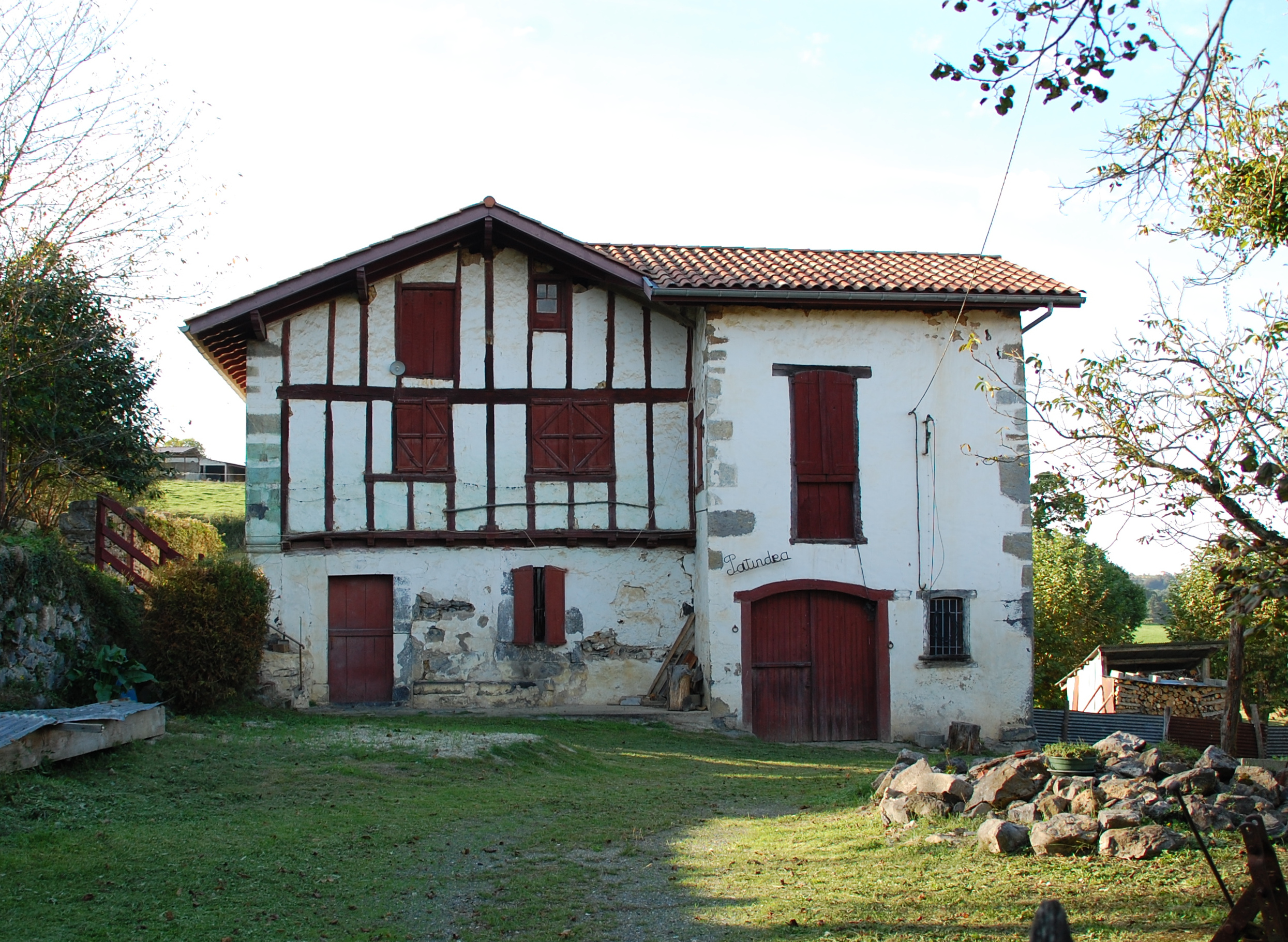
Дом
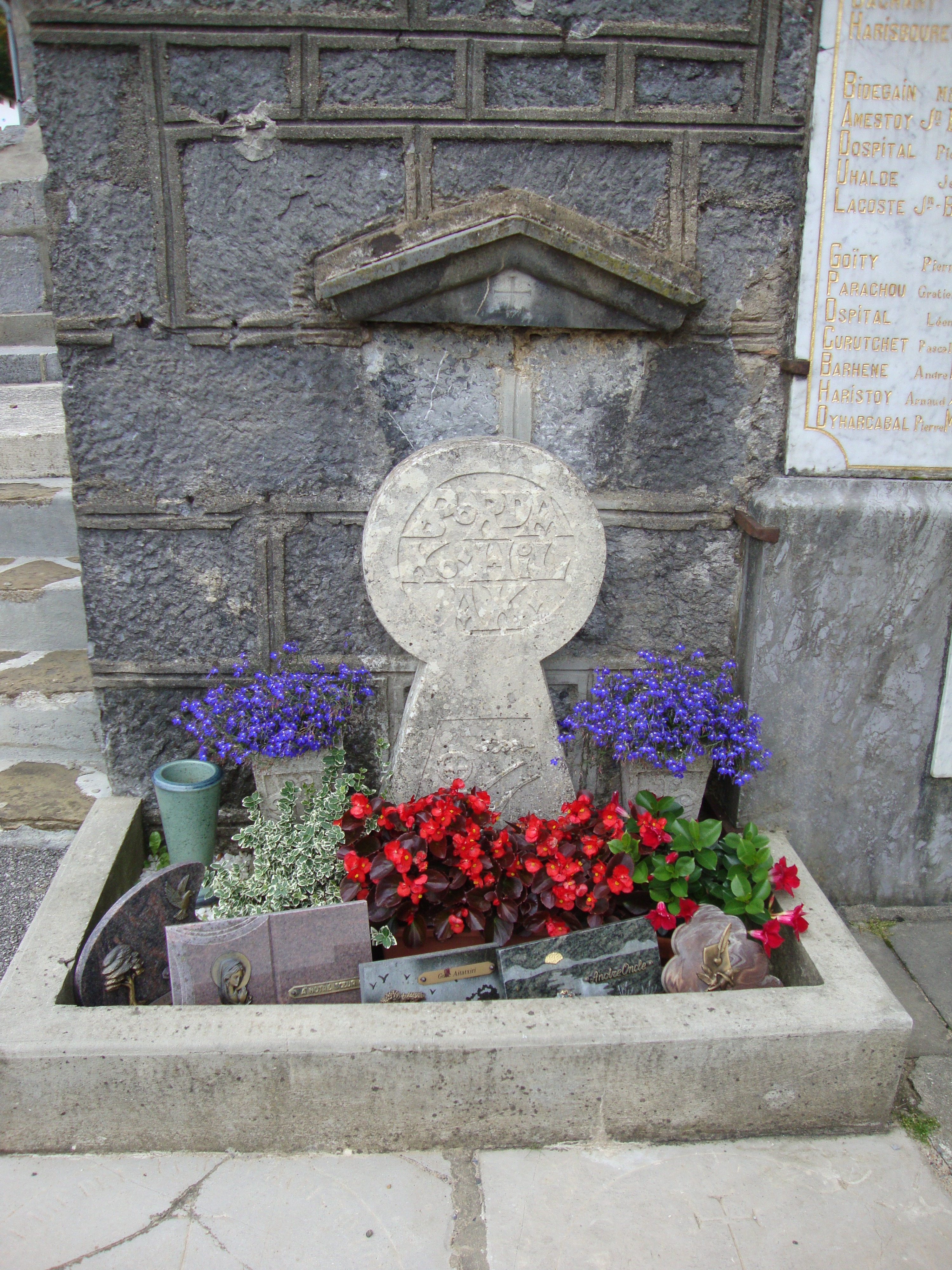
Баскская стела
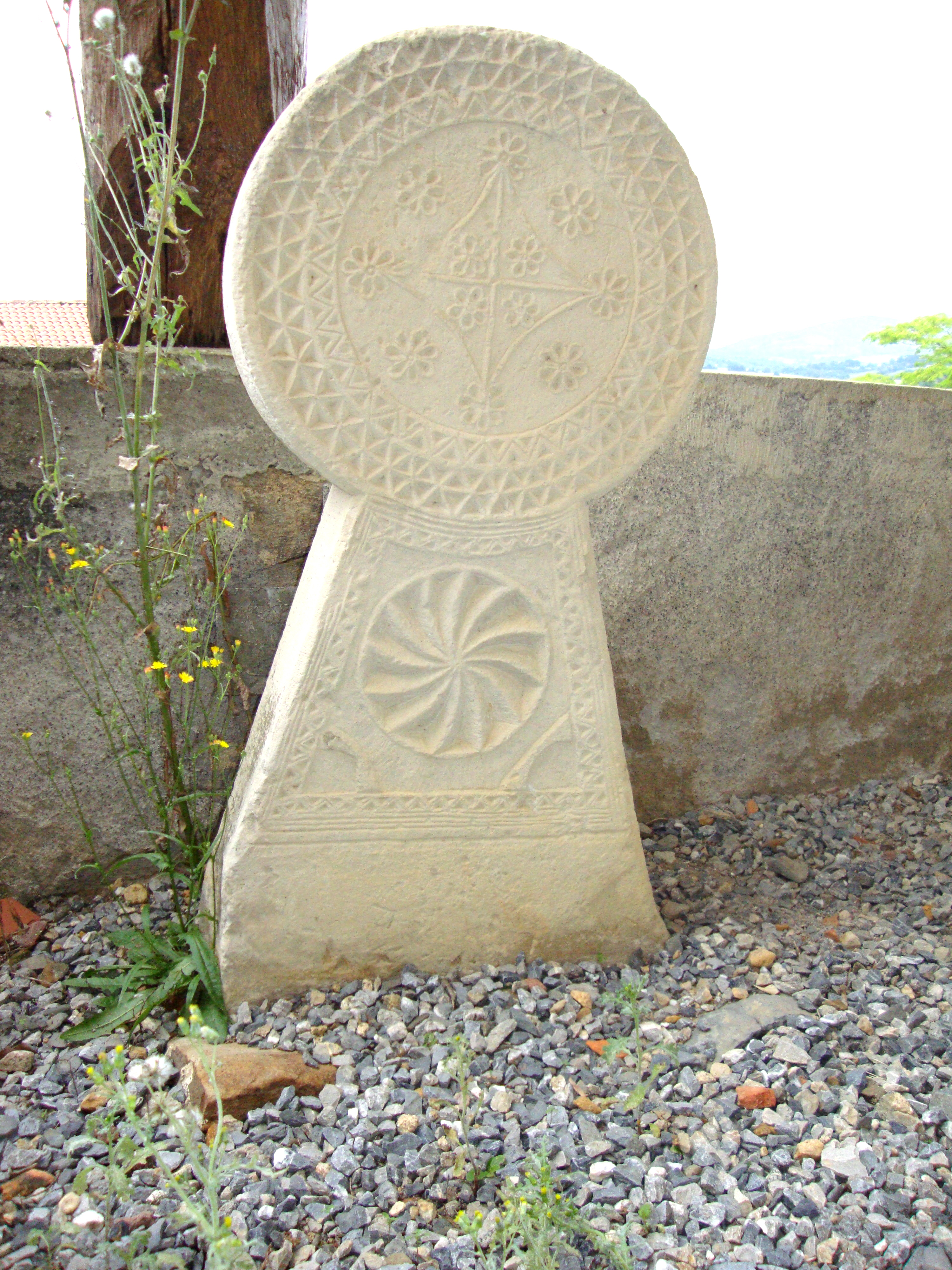
Баскская стела